# Stein, Steiermark
Stein är en ort i  kommunen Bad Loipersdorf i Österrike. Den ligger i distriktet Hartberg-Fürstenfeld i förbundslandet Steiermark.
Stein var tidigare en självständig kommun, men blev den 1 januari 2015 en del av kommunen Loipersdorf bei Fürstenfeld (nuvarande Bad Loipersdorf).